# Bayou Vista, Texas
Bayou Vista là một thành phố thuộc quận Galveston, tiểu bang Texas, Hoa Kỳ. Năm 2010, dân số của xã này là 1537 người.

## Dân số
- Dân số năm 2000: 1644 người.
- Dân số năm 2010: 1537 người.